# Mbark Boussoufa
Moubarak Boussoufa, detto Mbark (Amsterdam, 15 agosto 1984), è un ex calciatore marocchino, di ruolo centrocampista.

## Caratteristiche tecniche
La sua posizione ideale è quella da trequartista anche se può essere impiegato come ala in entrambe le fasce di un tridente offensivo.

## Carriera

### Club

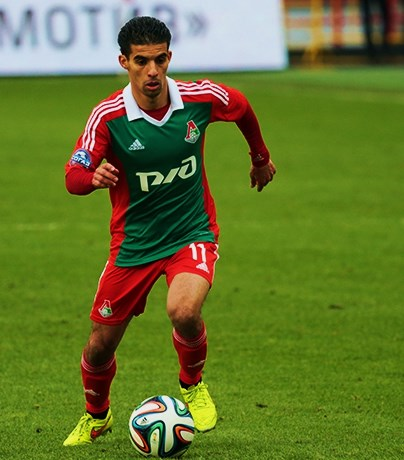
Mbark Boussoufa con la maglia della Lokomotiv Mosca

Boussoufa inizia a giocare a calcio nel 1994 nel Middenmeer, prima di trasferirsi l'anno successivo al Fortius. Nel 1996 entra nel settore giovanile dell'Ajax dove rimane fino al 2001 quando si trasferisce per 1 milione di euro nelle giovanili del Chelsea dove nel 2003-2004 è aggregato alla prima squadra.
Nel 2004 si trasferisce in Belgio, al Gent, per 1,2 milioni di euro. Con il Gent vince numerosi premi nel 2006, segnatamente calciatore belga dell'anno, calciatore professionista dell'anno, giovane calciatore dell'anno e miglior giocatore africano dell'anno della Jupiler League.
Nel giugno 2006 si trasferisce all'Anderlecht per 8,5 milioni di euro, firmando un contratto quadriennale. Segna il suo primo gol con la nuova maglia il 30 settembre 2006 nella sconfitta per 4-1 contro il Genk su assist di Yves Vanderhaeghe.
Nella prima stagione Boussoufa gioca da titolare e contribuisce alla vittoria del campionato con 8 gol e 13 assist . La stagione successiva vince la Supercoppa del Belgio e la Coppa del Belgio ed è fra i titolari nella squadra che chiude il campionato al secondo posto. Nel 2008-2009 vince per la seconda volta il premio di giocatore professionista dell'anno, ma non riesce a vincere il campionato con l'Anderlecht che viene sconfitto nei play-off dallo Standard Liegi.
Nel 2009-2010 contribuisce con 14 gol e 20 assist alla vittoria del campionato da parte dell'Anderlecht e vince per la terza volta il premio di giocatore professionista dell'anno e per la seconda volta quello di calciatore belga dell'anno. A fine stagione rinnova il suo contratto diventando il calciatore più pagato del campionato belga con 5,6 milioni annuali..
Il 7 marzo 2011 il Terek Groznyj annuncia il suo acquisto per la cifra di 10 milioni, tuttavia il trasferimento salta tre giorni dopo, secondo il Terek a causa delle richieste elevate del giocatore, mentre la società aveva accettato l'offerta. La sera del 10 marzo viene annunciato che il trasferimento al Terek è annullato e contemporaneamente che Boussoufa ha firmato per un'altra squadra russa, l'Anži Machačkala, che ha invece offerto 18 milioni di euro, Al calciatore andranno 10 milioni all'anno per un contratto triennale.
Il 16 agosto 2013 viene ceduto alla Lokomotiv Mosca per 18 milioni di euro. Nel 2015 passa in prestito con diritto di riscatto (fissato a 10 milioni) al KAA Gent.

### Nazionale
Boussoufa dispone sia del passaporto olandese che di quello marocchino e quindi avrebbe potuto giocare per una delle due nazionali. Il giocatore ha scelto di giocare per il Marocco, facendo il suo debutto in nazionale il 23 maggio 2006 in una partita contro gli Stati Uniti. Viene convocato per i Mondiali 2018, dove gioca tutte e 3 le partite della squadra che esce al primo turno.

## Statistiche

### Presenze e reti nei club
Statistiche aggiornate al 5 aprile 2017.
| Stagione               | Squadra                | Campionato             | Campionato | Campionato | Coppe nazionali | Coppe nazionali | Coppe nazionali | Coppe continentali | Coppe continentali | Coppe continentali | Altre coppe | Altre coppe | Altre coppe | Totale | Totale |
| Stagione               | Squadra                | Comp                   | Pres       | Reti       | Comp            | Pres            | Reti            | Comp               | Pres               | Reti               | Comp        | Pres        | Reti        | Pres   | Reti   |
| ---------------------- | ---------------------- | ---------------------- | ---------- | ---------- | --------------- | --------------- | --------------- | ------------------ | ------------------ | ------------------ | ----------- | ----------- | ----------- | ------ | ------ |
| 2006-2007              | Anderlecht             | D1                     | 33         | 8          | CB              | 5               | 2               | UCL                | 6                  | 0                  | SB          | 0           | 0           | 44     | 10     |
| 2007-2008              | Anderlecht             | D1                     | 22         | 5          | CB              | 6               | 2               | UCL+CU             | 2+6                | 0                  | SB          | 1           | 1           | 37     | 8      |
| 2008-2009              | Anderlecht             | D1                     | 33+2       | 11         | CB              | 2               | 0               | UCL                | 2                  | 0                  | SB          | 1           | 0           | 40     | 11     |
| 2009-2010              | Anderlecht             | D1                     | 26+10      | 9+5        | CB              | 4               | 1               | UCL+UEL            | 4+9                | 1+2                | -           | -           | -           | 53     | 18     |
| 2010-2011              | Anderlecht             | D1                     | 23         | 10         | CB              | 0               | 0               | UCL+UEL            | 3+6                | 0+1                | SB          | 1           | 0           | 33     | 11     |
| Totale Anderlecht      | Totale Anderlecht      | Totale Anderlecht      | 137+12     | 43+5       |                 | 17              | 5               |                    | 38                 | 4                  |             | 3           | 1           | 207    | 58     |
| 2011-2012              | Anži                   | PL                     | 38         | 7          | KR              | 1               | 0               | -                  | -                  | -                  | -           | -           | -           | 38     | 7      |
| 2012-2013              | Anži                   | PL                     | 26         | 4          | KR              | 4               | 0               | UEL                | 14                 | 2                  | -           | -           | -           | 44     | 6      |
| ago. 2013              | Anži                   | PL                     | 4          | 0          | KR              | -               | -               | UEL                | -                  | -                  | -           | -           | -           | 4      | 0      |
| Totale Anži            | Totale Anži            | Totale Anži            | 68         | 11         |                 | 5               | 0               |                    | 14                 | 2                  |             | -           | -           | 87     | 13     |
| ago. 2013-2014         | Lokomotiv Mosca        | PL                     | 21         | 2          | KR              | 0               | 0               | -                  | -                  | -                  | -           | -           | -           | 21     | 2      |
| 2014-2015              | Lokomotiv Mosca        | PL                     | 17         | 1          | KR              | 3               | 3               | -                  | -                  | -                  | -           | -           | -           | 20     | 4      |
| 2015-gen. 2016         | Lokomotiv Mosca        | PL                     | 1          | 0          | KR              | 0               | 0               | UEL                | 0                  | 0                  | SR          | 0           | 0           | 1      | 0      |
| Totale Lokomotiv Mosca | Totale Lokomotiv Mosca | Totale Lokomotiv Mosca | 39         | 3          |                 | 3               | 3               |                    | 0                  | 0                  |             | 0           | 0           | 42     | 6      |
| gen.-giu. 2016         | Gent                   | D1                     | 5+6        | 2          | CB              | -               | -               | UCL                | 0                  | 0                  | SB          | -           | -           | 11     | 2      |
| 2016-2017              | Al-Jazira              | PL                     | 17         | 3          | CEA             | 3               | 3               | ACL                | 2                  | 0                  | SE          | 1           | 0           | 23     | 6      |
| Totale carriera        | Totale carriera        | Totale carriera        | 284        | 67         |                 | 28              | 11              |                    | 54                 | 6                  |             | 4           | 1           | 370    | 85     |

## Statistiche

### Cronologia presenze e reti in nazionale
| Cronologia completa delle presenze e delle reti in nazionale ― Marocco | Cronologia completa delle presenze e delle reti in nazionale ― Marocco | Cronologia completa delle presenze e delle reti in nazionale ― Marocco | Cronologia completa delle presenze e delle reti in nazionale ― Marocco | Cronologia completa delle presenze e delle reti in nazionale ― Marocco | Cronologia completa delle presenze e delle reti in nazionale ― Marocco | Cronologia completa delle presenze e delle reti in nazionale ― Marocco | Cronologia completa delle presenze e delle reti in nazionale ― Marocco |
| Data                                                                   | Città                                                                  | In casa                                                                | Risultato                                                              | Ospiti                                                                 | Competizione                                                           | Reti                                                                   | Note                                                                   |
| ---------------------------------------------------------------------- | ---------------------------------------------------------------------- | ---------------------------------------------------------------------- | ---------------------------------------------------------------------- | ---------------------------------------------------------------------- | ---------------------------------------------------------------------- | ---------------------------------------------------------------------- | ---------------------------------------------------------------------- |
| 23-5-2006                                                              | Nashville                                                              | Stati Uniti                                                            | 0 – 1                                                                  | Marocco                                                                | Amichevole                                                             | -                                                                      | 70’                                                                    |
| 4-6-2006                                                               | Barcellona                                                             | Colombia                                                               | 2 – 0                                                                  | Marocco                                                                | Amichevole                                                             | -                                                                      | 62’                                                                    |
| 16-8-2006                                                              | Rabat                                                                  | Marocco                                                                | 1 – 0                                                                  | Burkina Faso                                                           | Amichevole                                                             | -                                                                      | 60’                                                                    |
| 2-9-2006                                                               | Rabat                                                                  | Marocco                                                                | 2 – 0                                                                  | Malawi                                                                 | Qual. Coppa d'Africa 2008                                              | 1                                                                      |                                                                        |
| 16-8-2006                                                              | Rabat                                                                  | Marocco                                                                | 6 – 0                                                                  | Gabon                                                                  | Amichevole                                                             | -                                                                      | 46’                                                                    |
| 7-2-2007                                                               | Rabat                                                                  | Marocco                                                                | 1 – 1                                                                  | Tunisia                                                                | Amichevole                                                             | -                                                                      | 70’                                                                    |
| 8-9-2007                                                               | Rouen                                                                  | Ghana                                                                  | 2 – 0                                                                  | Marocco                                                                | Amichevole                                                             | -                                                                      | 46’                                                                    |
| 26-3-2008                                                              | Bruxelles                                                              | Belgio                                                                 | 1 – 4                                                                  | Marocco                                                                | Amichevole                                                             | -                                                                      | 54’                                                                    |
| 31-5-2008                                                              | Casablanca                                                             | Marocco                                                                | 3 – 0 tav                                                              | Etiopia                                                                | Qual. Mondiali 2010                                                    | -                                                                      | 63’ 73’                                                                |
| 20-8-2008                                                              | Rabat                                                                  | Marocco                                                                | 3 – 1                                                                  | Benin                                                                  | Amichevole                                                             | -                                                                      | 55’                                                                    |
| 11-2-2009                                                              | Casablanca                                                             | Marocco                                                                | 0 – 0                                                                  | Rep. Ceca                                                              | Amichevole                                                             | -                                                                      | 83’                                                                    |
| 28-3-2009                                                              | Casablanca                                                             | Marocco                                                                | 1 – 2                                                                  | Gabon                                                                  | Qual. Mondiali 2010                                                    | -                                                                      | 61’                                                                    |
| 31-3-2009                                                              | Lisbona                                                                | Angola                                                                 | 0 – 2                                                                  | Marocco                                                                | Amichevole                                                             | -                                                                      |                                                                        |
| 12-8-2009                                                              | Rabat                                                                  | Marocco                                                                | 1 – 1                                                                  | Rep. del Congo                                                         | Amichevole                                                             | -                                                                      | 46’                                                                    |
| 6-9-2009                                                               | Lomé                                                                   | Togo                                                                   | 1 – 1                                                                  | Marocco                                                                | Qual. Mondiali 2010                                                    | -                                                                      | 64’                                                                    |
| 11-8-2010                                                              | Rabat                                                                  | Marocco                                                                | 2 – 1                                                                  | Guinea Equatoriale                                                     | Amichevole                                                             | -                                                                      |                                                                        |
| 4-9-2010                                                               | Rabat                                                                  | Marocco                                                                | 0 – 0                                                                  | Rep. Centrafricana                                                     | Qual. Coppa d'Africa 2012                                              | -                                                                      | 30’                                                                    |
| 9-10-2010                                                              | Dar es Salaam                                                          | Tanzania                                                               | 0 – 1                                                                  | Marocco                                                                | Qual. Coppa d'Africa 2012                                              | -                                                                      |                                                                        |
| 9-2-2011                                                               | Marrakech                                                              | Marocco                                                                | 3 – 0                                                                  | Niger                                                                  | Amichevole                                                             | 2                                                                      | 89’                                                                    |
| 27-3-2011                                                              | Annaba                                                                 | Algeria                                                                | 1 – 0                                                                  | Marocco                                                                | Qual. Coppa d'Africa 2012                                              | -                                                                      |                                                                        |
| 4-6-2011                                                               | Marrakech                                                              | Marocco                                                                | 4 – 0                                                                  | Algeria                                                                | Qual. Coppa d'Africa 2012                                              | -                                                                      | 81’                                                                    |
| 10-8-2011                                                              | Dakar                                                                  | Senegal                                                                | 0 – 2                                                                  | Marocco                                                                | Amichevole                                                             | -                                                                      |                                                                        |
| 4-9-2011                                                               | Bangui                                                                 | Rep. Centrafricana                                                     | 0 – 0                                                                  | Marocco                                                                | Qual. Coppa d'Africa 2012                                              | -                                                                      |                                                                        |
| 9-10-2011                                                              | Marrakech                                                              | Marocco                                                                | 3 – 1                                                                  | Tanzania                                                               | Qual. Coppa d'Africa 2012                                              | 1                                                                      |                                                                        |
| 13-11-2011                                                             | Marrakech                                                              | Marocco                                                                | 1 – 1                                                                  | Camerun                                                                | Amichevole                                                             | -                                                                      | 46’                                                                    |
| 23-1-2012                                                              | Libreville                                                             | Marocco                                                                | 1 – 2                                                                  | Tunisia                                                                | Coppa d'Africa 2012 - 1º turno                                         | -                                                                      | 60’                                                                    |
| 31-1-2012                                                              | Libreville                                                             | Niger                                                                  | 0 – 1                                                                  | Marocco                                                                | Coppa d'Africa 2012 - 1º turno                                         | -                                                                      |                                                                        |
| 29-2-2012                                                              | Marrakech                                                              | Marocco                                                                | 2 – 0                                                                  | Burkina Faso                                                           | Amichevole                                                             | 1                                                                      | 40’                                                                    |
| 25-5-2012                                                              | Marrakech                                                              | Marocco                                                                | 0 – 1                                                                  | Senegal                                                                | Amichevole                                                             | -                                                                      | 46’                                                                    |
| 9-9-2012                                                               | Maputo                                                                 | Mozambico                                                              | 2 – 0                                                                  | Marocco                                                                | Qual. Coppa d'Africa 2013                                              | -                                                                      |                                                                        |
| 23-5-2014                                                              | Faro                                                                   | Mozambico                                                              | 0 – 4                                                                  | Marocco                                                                | Amichevole                                                             | -                                                                      | 73’                                                                    |
| 28-5-2014                                                              | Algarve                                                                | Angola                                                                 | 2 – 0                                                                  | Marocco                                                                | Amichevole                                                             | -                                                                      | 55’ 75’                                                                |
| 6-6-2014                                                               | Mosca                                                                  | Russia                                                                 | 2 – 0                                                                  | Marocco                                                                | Amichevole                                                             | -                                                                      | cap. 82’                                                               |
| 9-10-2014                                                              | Tangeri                                                                | Marocco                                                                | 4 – 0                                                                  | Rep. Centrafricana                                                     | Amichevole                                                             | -                                                                      | 70’                                                                    |
| 13-10-2014                                                             | Marrakech                                                              | Marocco                                                                | 3 – 0                                                                  | Kenya                                                                  | Amichevole                                                             | 1                                                                      | 88’                                                                    |
| 28-3-2015                                                              | Agadir                                                                 | Marocco                                                                | 0 – 1                                                                  | Uruguay                                                                | Amichevole                                                             | -                                                                      | 65’                                                                    |
| 26-3-2016                                                              | Praia                                                                  | Capo Verde                                                             | 0 – 1                                                                  | Marocco                                                                | Qual. Coppa d'Africa 2017                                              | -                                                                      |                                                                        |
| 29-3-2016                                                              | Marrakech                                                              | Marocco                                                                | 2 – 0                                                                  | Capo Verde                                                             | Qual. Coppa d'Africa 2017                                              | -                                                                      |                                                                        |
| 27-5-2016                                                              | Tangeri                                                                | Marocco                                                                | 2 – 0                                                                  | Rep. del Congo                                                         | Amichevole                                                             | -                                                                      | 46’                                                                    |
| 3-6-2016                                                               | Radès                                                                  | Libia                                                                  | 1 – 1                                                                  | Marocco                                                                | Qual. Coppa d'Africa 2017                                              | -                                                                      | 75’ 86’                                                                |
| 8-10-2016                                                              | Franceville                                                            | Gabon                                                                  | 0 – 0                                                                  | Marocco                                                                | Qual. Mondiali 2018                                                    | -                                                                      | 78’                                                                    |
| 12-11-2016                                                             | Marrakech                                                              | Marocco                                                                | 0 – 0                                                                  | Costa d'Avorio                                                         | Qual. Mondiali 2018                                                    | -                                                                      |                                                                        |
| 9-1-2017                                                               | Al-Ayn                                                                 | Marocco                                                                | 0 – 1                                                                  | Finlandia                                                              | Amichevole                                                             | -                                                                      | 46’                                                                    |
| 16-1-2017                                                              | Oyem                                                                   | RD del Congo                                                           | 1 – 0                                                                  | Marocco                                                                | Coppa d'Africa 2017 - 1º turno                                         | -                                                                      |                                                                        |
| 20-1-2017                                                              | Oyem                                                                   | Marocco                                                                | 3 – 1                                                                  | Togo                                                                   | Coppa d'Africa 2017 - 1º turno                                         | -                                                                      | 57’                                                                    |
| 24-1-2017                                                              | Oyem                                                                   | Marocco                                                                | 1 – 0                                                                  | Costa d'Avorio                                                         | Coppa d'Africa 2017 - 1º turno                                         | -                                                                      |                                                                        |
| 29-1-2017                                                              | Port-Gentil                                                            | Egitto                                                                 | 1 – 0                                                                  | Marocco                                                                | Coppa d'Africa 2017 - Quarti di finale                                 | -                                                                      |                                                                        |
| 24-3-2017                                                              | Marrakech                                                              | Marocco                                                                | 2 – 0                                                                  | Burkina Faso                                                           | Amichevole                                                             | -                                                                      |                                                                        |
| 28-3-2017                                                              | Marrakech                                                              | Marocco                                                                | 1 – 0                                                                  | Tunisia                                                                | Amichevole                                                             | -                                                                      | cap.                                                                   |
| 31-5-2017                                                              | Marrakech                                                              | Marocco                                                                | 1 – 2                                                                  | Paesi Bassi                                                            | Amichevole                                                             | 1                                                                      |                                                                        |
| 10-6-2017                                                              | Yaoundé                                                                | Camerun                                                                | 1 – 0                                                                  | Marocco                                                                | Qual. Coppa d'Africa 2019                                              | -                                                                      |                                                                        |
| 1-9-2017                                                               | Rabat                                                                  | Marocco                                                                | 6 – 0                                                                  | Mali                                                                   | Qual. Mondiali 2018                                                    | -                                                                      |                                                                        |
| 5-9-2017                                                               | Bamako                                                                 | Mali                                                                   | 0 – 0                                                                  | Marocco                                                                | Qual. Mondiali 2018                                                    | -                                                                      |                                                                        |
| 7-10-2017                                                              | Casablanca                                                             | Marocco                                                                | 3 – 0                                                                  | Gabon                                                                  | Qual. Mondiali 2018                                                    | -                                                                      |                                                                        |
| 11-11-2017                                                             | Abidjan                                                                | Costa d'Avorio                                                         | 0 – 2                                                                  | Marocco                                                                | Qual. Mondiali 2018                                                    | -                                                                      |                                                                        |
| 23-3-2018                                                              | Torino                                                                 | Serbia                                                                 | 1 – 2                                                                  | Marocco                                                                | Amichevole                                                             | -                                                                      |                                                                        |
| 31-5-2018                                                              | Ginevra                                                                | Marocco                                                                | 0 – 0                                                                  | Ucraina                                                                | Amichevole                                                             | -                                                                      |                                                                        |
| 4-6-2018                                                               | Ginevra                                                                | Slovacchia                                                             | 1 – 2                                                                  | Marocco                                                                | Amichevole                                                             | -                                                                      | 41’ 76’                                                                |
| 9-6-2018                                                               | Tallinn                                                                | Estonia                                                                | 1 – 3                                                                  | Marocco                                                                | Amichevole                                                             | -                                                                      |                                                                        |
| 15-6-2018                                                              | San Pietroburgo                                                        | Marocco                                                                | 0 – 1                                                                  | Iran                                                                   | Mondiali 2018 - 1º turno                                               | -                                                                      |                                                                        |
| 20-6-2018                                                              | Mosca                                                                  | Portogallo                                                             | 1 – 0                                                                  | Marocco                                                                | Mondiali 2018 - 1º turno                                               | -                                                                      |                                                                        |
| 25-6-2018                                                              | Kaliningrad                                                            | Spagna                                                                 | 2 – 2                                                                  | Marocco                                                                | Mondiali 2018 - 1º turno                                               | -                                                                      | cap. 31’                                                               |
| 13-10-2018                                                             | Casablanca                                                             | Marocco                                                                | 1 – 0                                                                  | Comore                                                                 | Qual. Coppa d'Africa 2019                                              | -                                                                      | cap. 75’                                                               |
| 26-3-2019                                                              | Tangeri                                                                | Marocco                                                                | 0 – 1                                                                  | Argentina                                                              | Amichevole                                                             | -                                                                      | 55’ 74’                                                                |
| 12-6-2019                                                              | Marrakech                                                              | Marocco                                                                | 0 – 1                                                                  | Gambia                                                                 | Amichevole                                                             | -                                                                      | 46’                                                                    |
| 16-6-2019                                                              | Marrakech                                                              | Marocco                                                                | 2 – 3                                                                  | Zambia                                                                 | Amichevole                                                             | -                                                                      | 46’ 79’                                                                |
| 23-6-2019                                                              | Il Cairo                                                               | Marocco                                                                | 1 – 0                                                                  | Namibia                                                                | Coppa d'Africa 2019 - 1º turno                                         | -                                                                      |                                                                        |
| 28-6-2019                                                              | Il Cairo                                                               | Marocco                                                                | 1 – 0                                                                  | Costa d'Avorio                                                         | Coppa d'Africa 2019 - 1º turno                                         | -                                                                      | 90’                                                                    |
| 1-7-2019                                                               | Il Cairo                                                               | Sudafrica                                                              | 0 – 1                                                                  | Marocco                                                                | Coppa d'Africa 2019 - 1º turno                                         | 1                                                                      | cap.                                                                   |
| 5-7-2019                                                               | Il Cairo                                                               | Marocco                                                                | 1 – 1 dts (1 – 4 dtr)                                                  | Benin                                                                  | Coppa d'Africa 2019 - Ottavi di finale                                 | -                                                                      | cap.                                                                   |
| Totale                                                                 |                                                                        | Presenze                                                               | 70                                                                     |                                                                        | Reti                                                                   | 8                                                                      |                                                                        |

## Palmarès

### Club
- Campionato belga: 2

Anderlecht: 2006-2007, 2009-2010
- Supercoppa belga: 2

Anderlecht: 2007, 2010
- Coppa del Belgio: 1

Anderlecht: 2007-2008
- Coppa di Russia: 1

Lokomotiv Mosca: 2014-2015
- Campionato emiratino: 1

Al-Jazira: 2016-2017

### Individuale
- Calciatore dell'anno del campionato belga: 2

2006, 2010